# Miaoli
Miaoli (mandarín Pīnyīn: Miáolì Shì; Hakka PFS: Mèu-li̍t-sṳ; Hokkien POJ: Biâu-le̍k-chhī o Miâu-le̍k-chhī) es una ciudad-condado y sede de condado del condado de Miaoli, Taiwán. Su nombre Miaoli fue acuñado utilizando dos palabras Hakka, gato (貓) y ciudad (裡), el cual fonéticamente aproximado Pali (Bari) del Taokas lengua. Miaoli tiene un porcentaje relativamente alto de personas del pueblo hakka. Tenía el segundo precio residencial más alto y el precio comercial más alto para terrenos en el condado de Miaoli a partir de 2004, a NT$ 28,601 por metro cuadrado y NT$ 63,317 por metro cuadrado, respectivamente.

## Historia

### Imperio del Japón
Miaoli Hsien fue eliminado al principio bajo el dominio japonés. Bioritsu Cho (廳 廳 Byōritsu Chō) se estableció en 1901. Luego se dividió en Shinchiku Chō (新竹 廳) y Taichū Chō (臺中 廳) en 1909. De 1920 a 1945, las ciudades de Byōritsu (苗栗 街), Enri (苑裡 街) y seis aldeas estaban bajo la jurisdicción del distrito de Byōritsu (苗栗 郡), de la prefectura de Shinchiku.

### República de China
El 16 de agosto de 1950, la ciudad de Miaoli (entonces municipio) se designó como la sede de condado del recién creado condado de Miaoli. El 25 de diciembre de 1981, el municipio de Miaoli se actualizó a una ciudad-condado de Miaoli.

## Población
En enero de 2017, la población de la ciudad de Miaoli estaba estimada en 89,850.

## Divisiones administrativas

Pueblos en Miaoli Ciudad

La ciudad está administrada por 28 villas: Beimiao, Datong, Fuan, Fuli, Fuxing, Gaomiao, Gongjing, Jiacheng, Jiangong, Jiaxin, Jingmiao, Lumiao, Nanshi, Qinghua, Shangmiao, Shengli, Shuiyuan, Weixiang, Weixin, Wenshan, Wensheng, Xinchuan, Xinmiao, Xinying, Yuhua, Yumiao, Yuqing y Zhongmiao.

## Ciudades hermanas
- Shimizu, Prefectura de Shizuoka, Japón.[3]